# Chuck Eidson
Chuck Eidson, né le 10 octobre 1980 à Easley (Caroline du Sud), est un joueur américain de basket-ball.

## Biographie
Né en Caroline du Sud, il fait son lycée à Pinewood Prep. Il figure parmi les meilleurs lycéens américain, ce qui permet d'être nommé pour participer au Nike Hoop Summit de 1999. Il rejoint ensuite les South Carolina Gamecocks de l'université de Caroline du Sud, université qui évolue dans la Southeastern Conference (SEC). Il y évolue sur les trois postes de meneur, arrière et ailier et progresse alors dans tous les compartiments du jeu, ce qui fait de lui un joueur solide, complet et polyvalent mais limite ses performances statistiques. Il termine sa dernière saison, en 2003, avec 11,3 points, 4,8 rebonds et 4,5 passes.
Non choisi lors de la draft 2003 de la NBA, il rejoint les rangs professionnels pour évoluer avec la franchise des Charleston Lowgators en National Basketball Development League (NBDL). Il y dispute 32 rencontres pour des moyennes de 7,4 points, 3,5 rebonds et 1,7 passe .
En 2004, il rejoint les Giessen 46ers. Sa polyvalence fait alors merveille (19,9 points, 5,5 rebonds, 3,3 passes et 2,6 interceptions) et il est élu MVP. La saison suivante en Allemagne se révèle elle moins bonne. La cause est une sérieuse blessure à la jambe qui l'entraîne hors de parquets une grosse partie de la saison. Il ne joue que 7 matches, dont une meilleure performance de 41 pts à Trèves.
Il signe en été 2006 à la Strasbourg Illkirch Graffenstaden Basket (SIG), où il devient le leader de l'équipe. Ses statistiques sont toujours aussi bonnes et il est élu une fois joueur du mois, en avril. Sur la scène européenne, l'américain fait aussi des ravages, éliminant à lui tout seul le SLUC Nancy en huitièmes de finale de l'ULEB Cup avec 23 points, 7 rebonds, 8 passes pour une évaluation de 31 à l'aller et 25 points, 6 rebonds, 6 passes, et 32 d'évaluation au retour.
En 2007-2008, Chuck Eidson évolue aux Lietuvos Rytas. Il évolue de nouveau dans ce club la saison la saison suivante. Sur le plan européen, le club remporte la EuroCoupe en disposant du club russe du Khimki Moscou Region sur le score de 80 à 74. Chuck Eidson, avec des statistiques de 15,8 points, 5,8 rebonds et 5,1 passes, il est le seul joueur de la compétition à se classer dans les dix premiers dans ses trois catégories statistiques, est nommé MVP de la compétition. La même saison, il remporte la Ligue baltique dont il est également nommé MVP.
Il rejoint ensuite le club israélien du Maccabi Tel-Aviv avec lequel il dispute l'euroligue. Lors de cette dernière compétition, il est nommé, avec le Serbe Miloš Teodosić de l'Olympiakós, co-MVP de la neuvième journée de l'euroligue.
Lors de la saison 2010-2011, Chuck Eidson est nommé MVP de la première journée de l'Euroligue. En juin 2011, il signe un contrat de 2 ans avec le FC Barcelone.
En août 2012, il quitte le FC Barcelone et rejoint l'UNICS Kazan où il signe un contrat de deux ans.

## Clubs
- 1998-2003 :  Gamecocks de la Caroline du Sud (NCAA)
- 2003-2004 :  Charleston Lowgators (NBDL)
- 2004-2006 :  Gießen 46ers (Basketball-Bundesliga)
- 2006-2007 :  Strasbourg IG (PRO A)
- 2007-2009 :  Lietuvos Rytas (BKL)
- 2009-2011 :  Maccabi Tel-Aviv
- 2011-2012 :  FC Barcelone
- 2012-2014 :  UNICS Kazan

## Palmarès
- MVP du championnat d'Allemagne (2005)
- 2× LKL All-Star (2008, 2009)
- LKL All-Star Game MVP (2009)
- Eurocup MVP (2009)
- All-Eurocup First Team (2009)
- MVP des finales de la Ligue baltique (2009)
- All-Eurocup Second Team (2013)